# Laciphorus
Laciphorus is een geslacht van Phasmatodea uit de familie Pseudophasmatidae. De wetenschappelijke naam van dit geslacht is voor het eerst geldig gepubliceerd in 1908 door Redtenbacher.

## Soorten
Het geslacht Laciphorus is monotypisch en omvat slechts de volgende soort:
- Laciphorus lobulatus Redtenbacher, 1908